# Jumpei Yoshizawa
Jumpei Yoshizawa (jap. 吉沢 純平 Yoshizawa Jumpei; * 16. März 1985 in Suwa) ist ein ehemaliger japanischer Shorttracker.

## Werdegang
Yoshizawa trat international erstmals bei den Juniorenweltmeisterschaften 2002 in Chuncheon in Erscheinung, wobei er den 17. Platz im Mehrkampf und den sechsten Platz mit der Staffel errang. Im folgenden Jahr wurde er bei den Juniorenweltmeisterschaften in Budapest Zwölfter im Mehrkampf sowie Achter mit der Staffel und bei den Weltmeisterschaften in Warschau Siebter mit der Staffel. In der Saison 2003/04 kam er bei den Juniorenweltmeisterschaften 2004 in Peking mit der Staffel sowie im Mehrkampf auf den fünften Platz und errang bei den Weltmeisterschaften 2004 in Göteborg den fünften Platz mit der Staffel. Bei der Winter-Universiade 2005 in Innsbruck gewann er die Bronzemedaille mit der Staffel. In den folgenden Jahren belegte er bei den Teamweltmeisterschaften 2008 in Harbin den fünften Platz und bei den Olympischen Winterspielen 2010 in Vancouver den 18. Platz über 1500 m sowie den 14. Rang über 500 m. Seinen letzten Weltcup absolvierte er im November 2009 in Marquette, welchen er auf dem 25. Platz über 1500 m beendete.

## Erfolge

### Olympische Spiele
- 2010 Vancouver: 14. Platz 500 m, 18. Platz 1500 m

### Shorttrack-Weltmeisterschaften
- 2003 Warschau: 7. Platz Staffel
- 2004 Göteborg: 5. Platz Staffel

### Team-Weltmeisterschaften
- 2008 Harbin: 5. Platz

## Persönliche Bestleistungen
| Disziplin | Zeit         | Datum            | Ort       |
| --------- | ------------ | ---------------- | --------- |
| 500 m     | 41,906 s     | 26. Februar 2010 | Vancouver |
| 1000 m    | 1:28,392 min | 21. Januar 2005  | Innsbruck |
| 3000 m    | 5:08,748 min | 22. Januar 2005  | Innsbruck |